# Kämpängtjärnarna
Kämpängtjärnarna är den södra två sjöar i Hagfors kommun i Värmland och ingår i Göta älvs huvudavrinningsområde. Sjön är belägen 364 meter över havet.